# Тайны Карениной (сериал)
«Тайны Карениной» — российский документально-игровой телесериал режиссёра Ивана Юдина, основанный на книге Павла Басинского «Подлинная история Анны Карениной». Сериал сочетает художественные реконструкции с документальными вставками, включая интервью с экспертами, архивные материалы и аналитические комментарии. Проект направлен на осмысление романа Льва Толстого в контексте современного восприятия и исторического анализа.

## Концепция и формат
Сериал сочетает постановочные сцены по мотивам «Анны Карениной» и документальные вставки с участием литературоведов, потомков Толстого и других экспертов. Главная сюжетная линия — процесс отбора актёров для «идеальной» экранизации романа; через обсуждение психологических мотивов персонажей и исторического контекста раскрываются малоизвестные факты о создании произведения и его героях. Для создания «идеальных» визуальных образов использована нейросеть на основе описаний Толстого.

## Сюжет
Действие разворачивается в виде творческого эксперимента — создатели подбирают актёров на главные роли романа, анализируя вместе с экспертами поступки и характеры Анны, Вронского, Каренина, Лёвина и других персонажей. В сериале последовательно воспроизводятся ключевые сцены романа: знакомство Анны и Вронского, семейная драма, кризисные моменты и трагическая развязка. Документальные фрагменты дополняют архивные материалы, письма, дневники. Завершается сериал реконструкцией последних дней Анны и обсуждением возможного прототипа героини.

## В ролях
- Анна Каренина — Софья Володчинская, Анастасия Дворянская, Анастасия Куимова, Полина Гухман, Анастасия Крылова, Анастасия Мишина
- Алексей Вронский — Андрей Галченко, Сергей Горшко, Анар Халилов
- Алексей Каренин — Игорь Миркурбанов, Виталий Коваленко
- Кити Щербацкая — Мария Мацель, Софья Гершевич, Мила Ершова
- Долли Облонская — Василиса Перелыгина, Евгения Ивашова
- Стива Облонский — Максим Емельянов, Павел Ворожцов
- Константин Лёвин — Роман Евдокимов, Даня Киселёв
- Бетси Тверская — Полина Ауг
- и другие

В документальных вставках в качестве экспертов и собеседников выступают Павел Басинский, Фёкла Толстая, Гоша Куценко, Мария Аниканова, Сергей Гармаш, Светлана Аманова, Мария Смольникова, Егор Дружинин и др.

## Производство
Сценарий основан на книге Павла Басинского. В разработке участвовали Павел Басинский, Анна Колчина, Елена Исаева, Анна Шинкарецкая. Креативный продюсер — Анна Колчина. Исполнительные продюсеры — Анастасия Корецкая, Сергей Бондарчук, Алексей Киселёв. Съёмки проходили в павильонах «Студии Видеопрокат» с февраля по март 2024 года. Производство поддержали Институт развития интернета и агентство «Снимайте это немедленно!». В июле 2024 года на Витебском вокзале Санкт-Петербурга открылась выставка, посвящённая сериалу.

## Эпизоды
Сериал вышел с 17 по 31 июля 2024 года, первые две серии были показаны в день премьеры, остальные — по средам.
1. Анна — 17 июля 2024
2. Стива и Долли — 17 июля 2024
3. Лёвин и Кити — 24 июля 2024
4. Вронский — 24 июля 2024
5. Каренин — 31 июля 2024
6. Анна — 31 июля 2024

## Критика
Проект получил положительные отзывы как оригинальный пример жанрового синтеза докудрамы и литературного расследования. «Российская газета» назвала его «хорошим примером того, как выстроить повествование заново и найти свой жанр». «Ведомости» отметили, что сериал использует элементы мокьюментари, а «Коммерсант» выделил его как «документальное упражнение в литературоведении». Мнения критиков разделились: часть обозревателей высоко оценила мета-структуру, другие заметили, что экспериментальный формат мешает глубокой аналитике.

## Награды и номинации
14 мая 2025 года сериал стал лауреатом XII Премии Ассоциации продюсеров кино и телевидения (АПКиТ) в номинации «Лучший документальный сериал». Сериал также был представлен на фестивале «Пилот» в Иваново как один из самых ожидаемых документальных проектов года.

## Трансляция и дистрибуция
Премьера прошла на российских платформах Wink и KION; первые две серии вышли 17 июля 2024 года, остальные публиковались по средам. В мае 2025 года права на международную дистрибуцию приобрела компания Slon Sales House, подписав соглашения с платформами FAWESOME.tv, Amazon и образовательным сервисом Film Platform, что обеспечило доступ к сериалу в университетах и киношколах более чем 50 стран.